# Грязнов Владислав Геннадійович
Владисла́в Генна́дійович Грязно́в (нар. 23 липня 1936, Куйбишев) — український тренер, викладач фізичного виховання, Заслужений працівник фізичної культури і спорту України, Почесний громадянин Умані.

## Біографія
Постійно проживає в м. Умань Черкаської області з 1959 року. Саме тоді почав працювати вчителем фізичного виховання міської середньої школи № 2.
У 1960—1961 роках був викладачем Уманського технікуму механізації сільського господарства.
У 1969 році почав працювати тренером дитячо-юнацької спортивної школи № 1 м. Умань. З 20 вересня 1969 року — її директор. Заклад займав першість серед ДЮСШ Черкащини.
Владислав Грязнов виростив 27 майстрів спорту СРСР, 48 майстрів спорту України, 6 майстрів спорту міжнародного класу, двох заслужених майстрів спорту України. Учні Уманської дитячо-юнацької спортивної школи — переможці і призери Олімпійських ігор, чемпіонатів світу, Європи, України зі спортивної акробатики, веслування на байдарках і каное, легкої атлетики та вільної боротьби.
У 1980 році Владислава Грязнова залучали до суддівства на ХХ Олімпійських іграх.
13 березня 2020 року склав повноваження директора ДЮСШ, продовжив працювати інструктором-методистом.

## Нагороди
- «Відмінник народної освіти»,
- Заслужений працівник фізичної культури і спорту України (2009)[3],
- Відзнака Уманської міської ради «За заслуги перед містом»,
- Почесний громадянин м. Умань (2009).